# Пенькі-Слубіцькі
Пенькі-Слубіцькі (пол. Pieńki Słubickie) — село в Польщі, у гміні Жаб'я Воля Ґродзиського повіту Мазовецького воєводства.
Населення — 21 особа (2011).
У 1975-1998 роках село належало до Скерневицького воєводства.

## Демографія
Демографічна структура станом на 31 березня 2011 року:
|          | Загалом | Допрацездатний вік | Працездатний вік | Постпрацездатний вік |
| -------- | ------- | ------------------ | ---------------- | -------------------- |
| Чоловіки | 11      | 2                  | 6                | 3                    |
| Жінки    | 10      | 2                  | 5                | 3                    |
| Разом    | 21      | 4                  | 11               | 6                    |